# Vadim Pronskij
Vadim Pronskij (in russo Вадим Пронский?; Astana, 4 giugno 1998) è un ciclista su strada kazako, che corre per il Terengganu Cycling Team, è professionista dal 2020.

## Palmarès

### Strada
- 2016 (Juniores)

Campionati asiatici, Prova a cronometro Juniores
Campionati kazaki, Prova a cronometro Juniores
Campionati kazaki, Prova in linea Juniores
2ª tappa Giro della Lunigiana (Fosdinovo > Fosdinovo)
- 2017 (Astana City)

5ª tappa, 1ª semitappa Bałtyk-Karkonosze Tour (Kowary > Okraj, cronometro)
- 2018 (Astana City)

4ª tappa Giro della Valle d'Aosta (Valtournenche > Breuil-Cervinia)
Classifica generale Giro della Valle d'Aosta

#### Altri successi
- 2016 (Juniores)

Classifica scalatori Giro di Basilicata
- 2017 (Astana City)

Classifica giovani Bałtyk-Karkonosze Tour
Classifica giovani Giro della Valle d'Aosta
- 2018 (Astana City)

Classifica a punti Giro della Valle d'Aosta
- 2019 (Vino-Astana Motors/Astana Pro Team)

Classifica giovani Tour de l'Ain
Classifica giovani Tour of Croatia
Classifica giovani Österreich-Rundfahrt
Classifica giovani Tour de Guadeloupe
- 2021 (Astana-Premier Tech)

Classifica giovani Adriatica Ionica Race

## Piazzamenti

### Grandi Giri
- Giro d'Italia

2021: 40º
2022: 29º
2023: 43º
2024: non partito (15ª tappa)
- Vuelta a España

2022: 37º
2023: 91º

### Competizioni mondiali
- Campionati del mondo

Richmond 2015 - Cronometro Junior: 15º
Richmond 2015 - In linea Junior: 26º
Doha 2016 - Cronometro Junior: 57º
Doha 2016 - In linea Junior: 58º
Bergen 2017 - In linea Under-23: 76º
Yorkshire 2019 - Cronometro Under-23: 39º
Yorkshire 2019 - In linea Under-23: 22º
Imola 2020 - In linea Elite: 49º
Wollongong 2022 - In linea Elite: ritirato
- Giochi olimpici

Tokyo 2020 - In linea: ritirato